# Virtuelle Ethik
Die Virtuelle Ethik beschäftigt sich mit den praktischen Handlungen der Menschen in der technisch geprägten Kommunikation der Informationstechnik. Sie ist, wie die Informationsethik und Medienethik, eine Bereichsethik, die sich mit einem Teilbereich des menschlichen Lebens auseinandersetzt. Inhalt der Virtuellen Ethik ist eine Haltung und Auseinandersetzung mit einem allgemeinen Teil menschlicher Kultur. Ihr geht es um die Kultur der Technik, die jedes menschliche Verhalten mitbestimmt und darin um das Verhalten in einer modernen technischen Welt. Sie schaut auf die Nachteile, wie die globale technische Risikobereitschaft und die Funktionalisierung und Abwertung des Persönlichen in logischen Zusammenhängen und rein technischer Kommunikation.

## Grundlagen
Virtuelle Ethik basiert auf einer Analyse der Organisation technischen Verhaltens. Sie vertritt dabei drei Grundpositionen sozialen Verhaltens.
1. Bezogen auf die Theorie der symbolischen Werte von Pierre Bourdieu vertritt sie die These, dass technisches Verhalten durch die Akkumulation sozialer Werte entsteht, indem Menschen in ihrer Gemeinschaft gemeinsam eine Meinung bilden (Objektivierung). Weiterhin vertritt sie die These, dass Gemeinschaft aus Handlungen der einzelnen Mitglieder besteht, die ihrerseits in einem Feld von kulturellen Werten Handlungen vollziehen, die sie durch Assoziationen zwischen den Werten zu Entscheidungen geführt haben (Subjektivierung). Machtverhältnisse und deren klassenspezifisches Strukturieren der Werte sind Inhalt der menschlichen Kultur. Sie entstehen zwangsläufig in Gemeinschaften, da die unterschiedlichen Ausgangspositionen der Menschen in der Akkumulation sozialer Werte zu unterschiedlichen Ansammlungen von Werten führen.
2. Analog zur Theorie der sozialen Systeme bei Niklas Luhmann wird davon ausgegangen, dass Organisationen Systeme sind, die durch Autopoiesis in einem Kreislauf von Unsicherheitsabsorption und Entscheidungszuordnung in Selbstbeobachtung agieren.
3. Zygmunt Bauman vertritt im Rückgriff auf Max Weber in seiner „Postmodernen Ethik“ die These, dass die Aufklärung im Grunde nur eine Funktionalisierung des Menschen in der Gesellschaft bedeutet hat und deshalb eine humanistische Ethik, wie sie nach der  Aufklärung gefordert wurde, gar nicht möglich ist. In der Dialektik der Aufklärung wird nach seiner Meinung die Schuld der Aufklärung an den Völkermorden des 20. Jahrhunderts offenbar.

## Theorie
Auf der Basis dreier Grundpositionen geht die virtuelle Ethik davon aus, dass Technik durch die Akkumulation sozialer Werte in der Gesellschaft entsteht, dass Organisationen, die technische Produkte anwenden oder produzieren autopoietische Systeme sind, und dass in der Anwendung von Technik durch die Funktionalisierung der Sprache das Problem der Einschränkung des sozialen Raums entsteht. Das bedeutet, dass zwischenmenschlichen Aspekten und sozialen Grundwerten in der Organisation technischer Prozesse zu wenig Raum zugeordnet wird. Als Beispiel enthalte der Dialog über die globale technische Risikobereitschaft so rein fachliche Grundpositionen, anstatt über Verantwortungsbewusstsein geführt zu werden.
Da Organisationen praktisch immer technische Produkte anwenden und die technische Kommunikation allgegenwärtig ist, ist die Funktionalisierung der sozialen Kommunikation eine globale Eigenschaft der modernen Welt. 
Dem einzelnen Menschen in Organisationen erscheint die Funktionalisierung der technischen Kommunikation als eine Auftrennung in persönliche und logisch-formale Anteile, die in jedem Gespräch zutage treten. Am offensichtlichsten zeigt sich die Funktionalität der Kommunikation im Umgang mit informationstechnischen Geräten. Hier wird die Funktionalisierung als Trennung von real Sichtbarem und virtuell Erlebbaren wahrgenommen. Handy und Symbole, Monitor und Programmfenster werden als mit unterschiedlicher Qualität versehen empfunden, weil sie in der Wahrnehmung mit unterschiedlichen Werten belegt sind. Das Virtuelle ist das offensichtliche Zeichen der funktionalen Kommunikation, die bei der Kommunikation in Organisationen über Medien vermittelt wird. Das Virtuelle ist aber in geringerem Maße auch in jedem anderen Medium vorhanden.
Um der Funktionalisierung der Menschen in der Gesellschaft und deren Nachwirkungen etwas entgegenzusetzen, tritt die Virtuelle Ethik für einen Dialog zwischen einzelnen Menschen und den Organisationen ein. Sie ist in ihrem Vorgehen mit der Umweltmediation vergleichbar und benutzt auch deren Werkzeuge, geht aber in den Forderungen weit über sie hinaus. Der Unterschied ist, dass Virtuelle Ethik eine tiefergehende sozialwissenschaftliche Basis hat und eine ethisch geprägte Haltung zu den Nachteilen technischer Kultur einnimmt.

## Methode
Ziel der Virtuellen Ethik ist das Entwickeln von Handlungsoptionen, die die Problematik technischer Kommunikation umgehen, indem die Menschen sich über die Rolle der technischen Kommunikation in ihren Organisationen bewusst werden. Systemtheoretisch gesehen werden die Unsicherheiten der Systeme Mensch und Organisation durch das Austauschen von Informationen verringert. Dazu muss es möglich sein, dass Menschen sich in ihrer organisatorischen Funktionalität und in ihrem zwischenmenschlichen Umgang verbinden. Auch wenn ein allgemeiner Dialog möglich und wünschenswert ist, so ist es doch so, dass die Problematik zumeist offen erst in einem Konflikt zutage tritt. Zur Konfliktdeeskalation steht der Virtuellen Ethik aufgrund ihrer Theorie ein mehrstufiges Modell zur Verfügung.
Das Dialogmodell der Virtuellen Ethik besteht aus vier Schritten und eignet sich zur Deeskalation von Konflikten zwischen Organisationen und sozialen Systemen.
Kommunikationsdiagnose
Analyse und Trennung der organisatorischen und zwischenmenschlichen Ebenen der Kommunikation.
Kommunikationsdiskurs
Sachlich geführter Diskurs, in dem versucht wird, hauptsächlich die funktionalen Hintergründe des Konflikts für die beteiligten Systeme aufzudecken.
Eskalationsdiskurs
Emotional geführter Diskurs, in dem versucht wird, die zwischenmenschlichen Probleme, die dem Konflikt zugrunde liegen, bewusst zu machen.
Virtueller Diskurs
Diskurs der Beteiligten über den Sinn und Zweck der am Konflikt beteiligten Fragen auf einer höheren Ebene. Ziel ist das Erarbeiten eines formellen Normenkatalogs, der zukünftige Konflikte verringern kann. Dies ist nur möglich, wenn die Beteiligten einen Informationsüberschuss erarbeitet haben. Das bedeutet, in den vorherigen Stufen muss darauf geachtet werden, dass funktionale wie zwischenmenschliche Werte und Erwartungen ausgetauscht werden können.

## Praxis
Die schrittweise Methode eignet sich am besten zur Diskussion und Analyse von Konflikten in informationstechnischen Prozessen, weil dort für den Einzelnen der Unterschied zwischen der technischen und sozialen Kommunikation direkt spürbar wird. Dies vereinfacht den Austausch der Informationen zwischen den Systemen. Allgemein kann es aber auch für jeden anderen Konflikt verwendet werden, weil in jedem Konflikt Organisationen, Gemeinschaften und Systeme beteiligt sind und auf den Einzelnen einwirken. 

### Beispiel
Eine Anwendung im Krankenhaus hat Probleme, Befundwerte zeitnah auf Patientenmonitore darzustellen. Von medizinischer Seite wird dies aber erwartet. Mittlerweile ist die Software von der Entwicklungsumgebung her veraltet, die Softwarefirma wurde von einem Konkurrenten aufgekauft und die Folgeversion kann noch nicht alle Daten übernehmen und leidet an Qualitätsproblemen in der Schnittstelle zu Fremdprogrammen. Im Krankenhaus müssen wegen der Wirtschaftslage dringend Einsparmaßnahmen umgesetzt werden. 
Kommunikationsdiagnose
Beteiligte Systeme wären z. B.: Herstellerfirma der Software, Inhaber der Herstellerfirma,  Medizinisches System des Krankenhauses, Verwaltung des Krankenhauses, Technische Abteilung des Krankenhauses, Krankenkasse, Fremdfirma zur Abnahme als Medizinprodukt, im Kleineren: Fachabteilung, Station, EDV-Abteilung, Fach-, Familien- und Freundeskreise der Beteiligten.
Beteiligte Personen: Abteilungsleiter Software, Programmierer, Vertriebsbeauftragter der Softwarefirma, Angestellter zur Installation der Software,  Oberarzt, Arzt der Station, Stationsschwester, EDV-Mitarbeiter der Klinik, Abteilungsleiter der EDV-Abteilung, Angestellter der Finanzabteilung des Krankenhauses, Abteilungsleiter der Finanzabteilung des Krankenhauses, Verwaltungschef des Krankenhauses, Angestellter der Krankenkasse, Angestellter einer medizinischen Fremdfirma...
Kommunikationsschleifen: Programmierer <> Vertriebsbeauftragter, Stationsarzt <> Stationsschwester, Oberarzt <> EDV-Mitarbeiter des Krankenhauses, Abteilungsleiter der EDV-Abteilung <> Abteilungsleiter der Finanzabteilung des Krankenhauses… usw.
Abbildungen der Hierarchien in: Softwarefirma, Programmierabteilung, Vertrieb, Krankenhaus, Station EDV-Abteilung, Krankenkasse, Fremdfirma.
Fragen im Kommunikationsdiskurs
Welche sachlichen Argumente stehen gegen einen Einsatz neuer Software, welche sind dafür…? Wie genau sind die Kriterien, formale Bedingungen und Vorschriften dafür?
Ziele des Kommunikationsdiskurses sind die Suche nach: Geborgenheit, Verständnis, Persönlichkeit und Sinn der beteiligten Personen.
Fragen im Eskalationsdiskurs
Was würde passieren, wenn keine Software neu gekauft wird? Wie könnte das Geld für die neue Software herbeigeschafft werden? Wie kann die Qualität der Software erhöht werden?
Ziele des Eskalationsdiskurses sind: Ruhe, persönliche Anerkennung, Verständnis der Unterschiede und Desillusionierung der beteiligten Personen.
Fragen im virtuellen Diskurs
Wer muss mit wem reden, wie muss die Ausbildung beteiligter Personen sein und welche Hierarchien müssen beachtet werden, damit mit Konflikten in Zukunft besser umgegangen werden kann? Wie müssen Regeln aussehen, damit in Zukunft solche Konflikte verhindert werden können?
Ziele des virtuellen Diskurses sind: Gruppenbildung, Handlungsoptionen, Rollenzuordnung und Bildung gesellschaftlicher Regeln in den Organisationen.

### Reichweite
Mit dem Modell können unter anderem auch Softwareprojekte, Änderungen der Infrastruktur durch neue Informationstechniken oder Probleme bei Firmenfusionen bearbeitet werden.
Durch die allgemeingültigen Grundlagen und Werkzeuge eignet sich das Modell möglicherweise auch zur Analyse größerer Konflikte, wie den technischen Katastrophen von Tschernobyl oder Fukushima, sowie den NSA- und  Wikileaks-Skandalen, da dort genügend Informationen zur Fragestellung vorhanden sind und Personen zur Verfügung stehen, die den Systemen angehören und Diskussionsbedarf haben. Es brauchen nicht alle beteiligten Personen anwesend zu sein. Es genügt, wenn für die beteiligten Systeme ein Informationsüberschuss entsteht, der die Unsicherheitsreaktionen der Systeme verringert. In dem Modell wird klar, dass die entstandenen Risiken oder politischen Reaktionen nicht mehr auf einzelne Personen zurückzuführen sind, sondern dass auch leitende Persönlichkeiten den Anforderungen des sie umgebenden Systems ausgeliefert sind, sodass für eine Konfliktdeeskalation letztlich auf eine Beruhigung des Systemzustandes der Konfliktparteien im Konfliktsystem gesetzt werden muss.